# Rechteckzahl

Zwölf Kugeln in drei Reihen und vier Spalten bilden ein Rechteck

Eine Rechteckzahl, Rechteckszahl oder pronische Zahl ist eine Zahl, die das Produkt zweier aufeinanderfolgender natürlicher Zahlen ist. Beispielsweise ist {\displaystyle 12=3\cdot 4} eine Rechteckzahl. Die ersten Rechteckzahlen sind
0, 2, 6, 12, 20, 30, 42, 56, 72, 90, 110, … (Folge A002378 in OEIS)
Bei einigen Autoren ist die Null keine Rechteckzahl, sodass die Zahlenfolge erst mit der Zwei beginnt.
Der Name Rechteckzahl leitet sich aus einer geometrischen Eigenschaft ab. Legt man Steine zu einem Rechteck, dessen eine Seite um 1 länger ist als die zweite, so entspricht die Anzahl der Steine einer Rechteckzahl. Aufgrund dieser Verwandtschaft mit einer geometrischen Figur zählen die Rechteckzahlen zu den figurierten Zahlen, zu denen auch die Dreieckszahlen und Quadratzahlen gehören.

## Berechnung
Die {\displaystyle n}-te Rechteckzahl {\displaystyle P_{n}} berechnet sich nach der Formel
{\displaystyle P_{n}=n\cdot (n+1)=n^{2}+n}
Die {\displaystyle n}-te Rechteckzahl ist die Summe der ersten {\displaystyle n} geraden natürlichen Zahlen.
{\displaystyle {\begin{aligned}&2&=2&=1\cdot 2\\&2+4&=6&=2\cdot 3\\&2+4+6&=12&=3\cdot 4\\&2+4+6+8&=20&=4\cdot 5\\&&\vdots &\end{aligned}}}
(Dieses Bildungsgesetz ähnelt dem der Quadratzahlen, die die Summen der ersten ungeraden natürlichen Zahlen sind.)

## Beziehungen zu anderen figurierten Zahlen
Die {\displaystyle n}-te Rechteckzahl ist das Doppelte der {\displaystyle n}-ten Dreieckszahl {\displaystyle \Delta _{n}}.
{\displaystyle P_{n}=2\cdot \Delta _{n}}

## Eigenschaften
- Alle Rechteckzahlen sind gerade Zahlen.
- Die einzige Rechteckzahl, die eine Primzahl ist, ist die 2.
- {\displaystyle \lfloor {\sqrt {P_{n}}}\rfloor \cdot \lceil {\sqrt {P_{n}}}\rceil =P_{n}}

## Reihe der Kehrwerte
Die Summe der Kehrwerte aller Rechteckzahlen ist 1.
{\displaystyle \sum _{n=1}^{\infty }{\frac {1}{n^{2}+n}}=1}

## Erzeugende Funktion
Die Funktion
{\displaystyle {\frac {2x}{(1-x)^{3}}}=2x+6x^{2}+12x^{3}+20x^{4}+\dotsb }
enthält in ihrer Reihenentwicklung (rechte Seite der Gleichung) jeweils die {\displaystyle n}-te Rechteckzahl als Koeffizienten von {\displaystyle x^{n}}. Sie wird deshalb erzeugende Funktion der Rechteckzahlen genannt.